# Kolzam Regiovan
Kolzam RegioVan – rodzina normalnotorowych autobusów szynowych produkcji polskiej, wytwarzanych w zakładach Kolzam w Raciborzu w latach 2003–2005 oraz przez Fablok w Chrzanowie w latach 2011–2012. Kolzam łącznie wyprodukował: dwa egzemplarze jednoczłonowe (SA107 – typ 211M) oraz 10 dwuczłonowych (SA109 – typ 212M), jedenasty dwuczłonowy regiovan został wyprodukowany przez Fablok. Oferowany był także zespół trójczłonowy oznaczony typem 210M, ale nie wyprodukowano żadnego jego egzemplarza.

## Historia

### Geneza
Do połowy lat 90. w posiadaniu PKP było 6 autobusów szynowych wyprodukowanych przez Kolzam (SN81 i SA104) i 6 przez ZNTK Poznań (SA101 i SA102).
PKP w latach 90. planowała dokonać znaczących zakupów nowego taboru: 16 składów Pendolino, 50 lokomotyw EU11/EU43 z Adtranz-Pafawag-u oraz kilkuset autobusów szynowych do obsługi lokalnych połączeń. Przetarg na Pendolino został unieważniony w 2000 po kontroli Najwyższej Izby Kontroli. Przetarg na lokomotywy co prawda nie został unieważniony, jednakże ze względu na trudności finansowe PKP żadna z lokomotyw nie weszła do eksploatacji w Polsce i wszystkie zostały sprzedane w 2002 włoskiemu narodowemu przewoźnikowi Ferrovie dello Stato.
W przypadku szynobusów do podpisania umowy nawet nie doszło. Jednakże w związku jego planami Kolzam oraz ZNTK Poznań, jedyni ówcześni producenci autobusów szynowych w Polsce, poczynili pewne przygotowania. W przypadku Kolzamu zaowocowało to opracowaniem konstrukcji trójczłonowego autobusu szynowego bazującego na konstrukcji SA104, który jednak nigdy nie wszedł do eksploatacji.
Uchwalenie w 2000 ustawy o restrukturyzacji PKP zmieniło sposób finansowania przewozów regionalnych, tworząc PKP Przewozy Regionalne oraz obligując samorządy do przeznaczenia części środków na zakup taboru. Bazując na doświadczeniach z wcześniejszych przygotowań Kolzam zaproponował samorządom rodzinę autobusów szynowych RegioVan w wersjach 1-, 2- i 3-członowej.
Poza Kolzamem w przetargach brali udział również ZNTK Poznań ze swoim Regio Trampem oraz Pesa (wcześniejsze ZNTK Bydgoszcz) z Partnerem.

### Upadłość Kolzamu
Po ogłoszeniu upadłości przez producenta w sierpniu 2005 dokumentację i prawo do produkcji RegioVanów wykupił Fablok. Sam Kolzam w 2007 został wykupiony przez węgierskie przedsiębiorstwo Mavex-Rekord.

## Konstrukcja

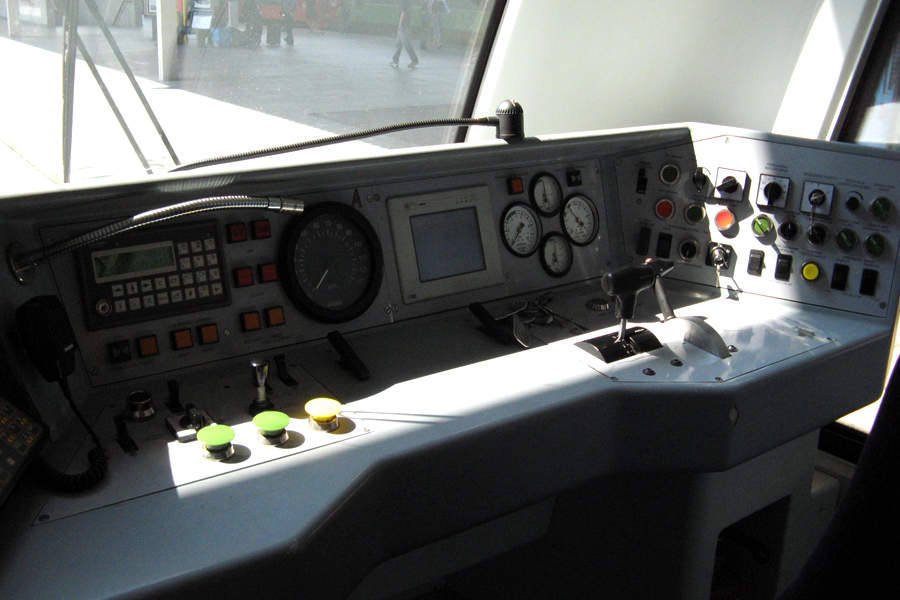
Kabina

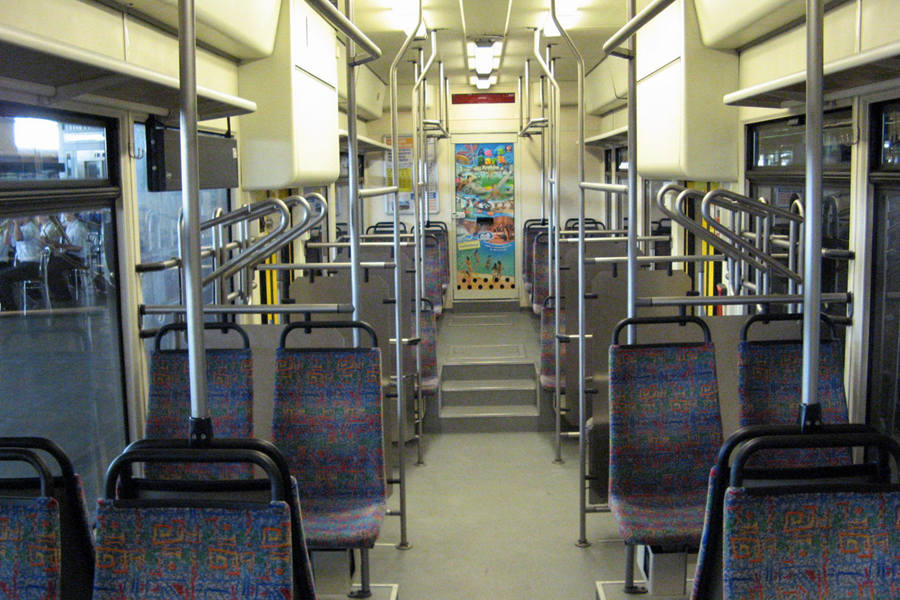
Wnętrze

Regiovany to jednoprzestrzenne, częściowo niskopodłogowe autobusy szynowe przeznaczone do obsługi regionalnych przewozów pasażerskich na mniej obciążonych, głównie niezelektryfikowanych liniach. Powstawały w wersji jedno- i dwuczłonowej. Konfiguracja trójczłonowa, pomimo gotowych planów, nie doczekała się realizacji.
W odróżnieniu od wcześniejszych konstrukcji Kolzamu – SN81 i SA104 – regiovany mają lekką modułową konstrukcję nadwozia z obniżoną podłogą w rejonie wejścia. Wysokość podłogi w części niskiej to 575–600 mm nad poziomem główki szyny, a w części wysokiej, do której prowadzą trzy schodki lub pochylnia, to 1090 mm.
Pojazdy posiadają po obu stronach członów po parze dwuskrzydłowych, odskokowo-przesuwnych drzwi o szerokości 1300 mm, znajdującej się w strefie niskiej podłogi. Pod każdymi drzwiami znajduje się jeden wysuwany stopień ułatwiający wsiadanie.
Zarówno wagon 211M, jak i każdy człon 212M posiadają po jednym jednoosiowym wózku napędowym (typu 18MNb) i jednym jednoosiowym tocznym (typu 31ANb). W planowanej wersji trójczłonowej, człon środkowy miał być doczepny. Zespół napędowy – silnik spalinowy zintegrowany z przekładnią mocy i przekładnią nawrotną został umieszczony pod podłogą w systemie power-pack.
Pojazdy wyposażone są w standardowe urządzenia automatyki bezpieczeństwa ruchu: tachograf kolejowy, samoczynne hamowanie pociągu oraz Radio-Stop.

### Wersje
| Typ  | Nazwa | Liczba członów | Układ osi      | Masa służbowa | Długość   | Liczba i moc silników | Liczba miejsc siedzących | Liczba miejsc ogółem | Liczba sztuk |       |
| ---- | ----- | -------------- | -------------- | ------------- | --------- | --------------------- | ------------------------ | -------------------- | ------------ | ----- |
| 211M | mini  | 1              | A’1’           | 23,3 t        | 14 645 mm | 1 × 190 kW            | 42 / 39                  | 84                   | 2            | [ 1 ] |
| 212M | midi  | 2              | A’1’+1’A’      | 45 t          | 26 630 mm | 2 × 190 kW            | 62+11 / 64+9             | 180                  | 11           | [ 1 ] |
| 210M | maxi  | 3              | A’1’+1’1’+1’A’ | 60 t          | 38 350 mm | 2 × 275 – 315 kW      | 114                      | 270                  | 0            | [ 2 ] |

1. 1 2 3 4 5 6  Nie wyprodukowano żadnego 210M

#### 211M
Pierwszy wyprodukowany pojazd typu 211M posiada 42 stałe miejsca siedzące, ale nie ma toalety. W drugim wyprodukowanym pojeździe zmniejszono liczbę miejsc do 39 i wyposażono go w toaletę.

#### 212M
Typ 212M bazuje na typie 211M, przy czym oba pudła od strony połączenia międzywagonowego były skrócone o wielkość odpowiadającą długości modułu kabiny.
W jednym z członów znajduje się toaleta w systemie zamkniętym oraz przestrzeń dla podróżnych z ograniczoną możliwością poruszania się. W drugim członie, w miejscu toalety, znajduje się miejsce przystosowane do przewozu rowerów w pozycji pionowej.

### Awaryjność
Doświadczenia wielu posiadaczy regiovanów wykazały ogromną awaryjność tej serii. Ze względu na upadłość producenta nie było możliwości wyegzekwowania napraw gwarancyjnych, co dodatkowo potęgowało problemy.

## Eksploatacja
Wszystkie pojazdy zostały zakupione przez samorządy wojewódzkie i przekazane w użytkowanie Przewozom Regionalnym. W późniejszym czasie dolnośląskie pojazdy przekazano samorządowej spółce Koleje Dolnośląskie, a śląskie Kolejom Śląskim.
| Państwo | Własność       | Użytkownik          | Typ  | Seria | Numery   | Liczba |
| ------- | -------------- | ------------------- | ---- | ----- | -------- | ------ |
| Polska  | Lubelskie      | Polregio            | 211M | SA107 | 001, 002 | 2      |
| Polska  | Polregio       | Polregio            | 212M | SA109 | 001, 009 | 2      |
| Polska  | Małopolskie    | Polregio            | 212M | SA109 | 002      | 1      |
| Polska  | Dolnośląskie   | Koleje Dolnośląskie | 212M | SA109 | 003, 004 | 2      |
| Polska  | Pomorskie      | Polregio            | 212M | SA109 | 006      | 1      |
| Polska  | Podkarpackie   | Polregio            | 212M | SA109 | 007, 010 | 2      |
| Polska  | Opolskie       | Polregio            | 212M | SA109 | 008      | 1      |
| Czechy  | GW Train Regio | GW Train Regio      | 212M | 817   |          | 2      |

### Lubelskie

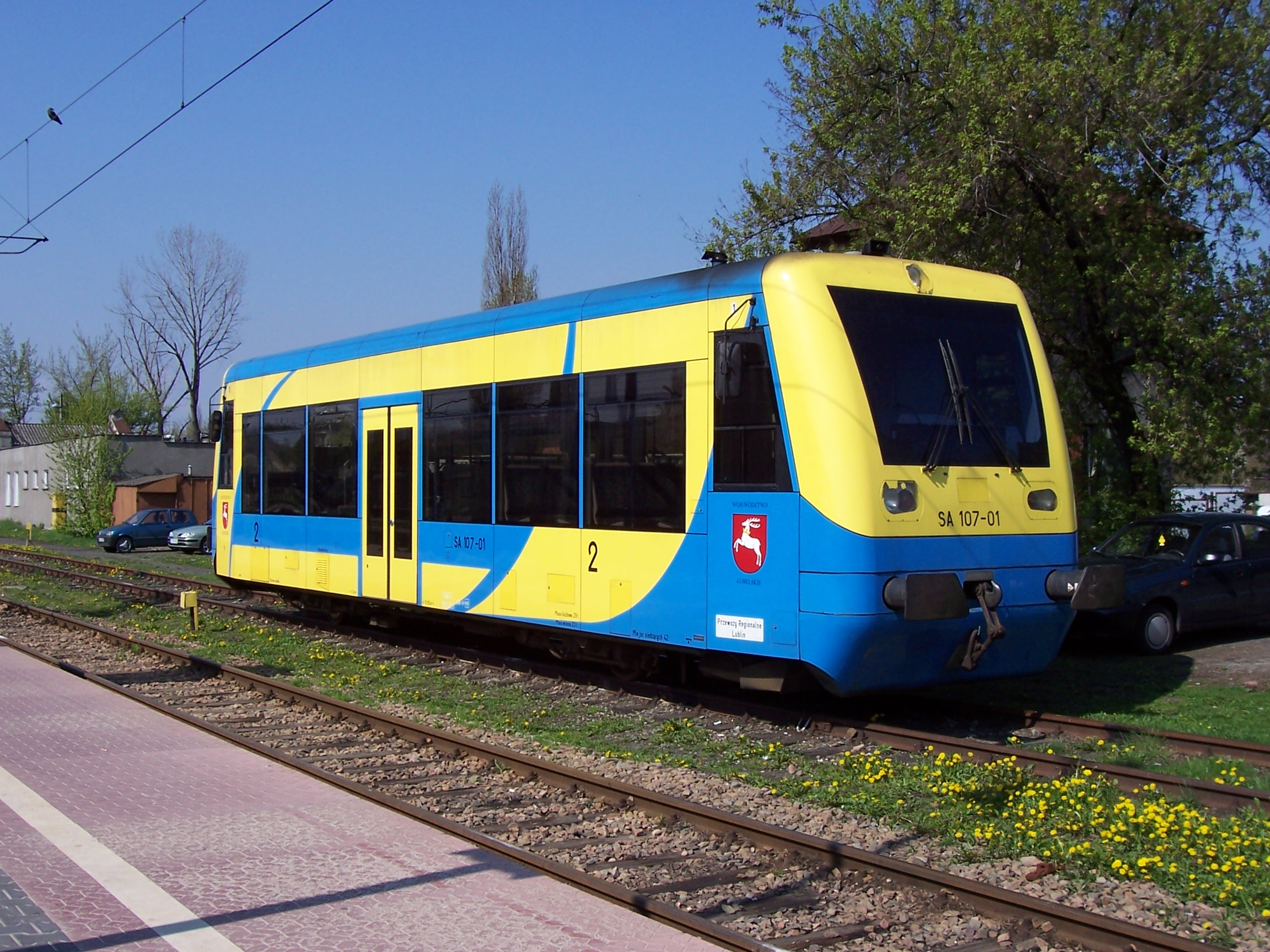
SA107-01

W lutym 2002 Urząd Marszałkowski Województwa Lubelskiego podpisał z Kolzamem umowę na dostawę jednego 1-członowego autobusu szynowego. 1 maja 2003 SA107-001  rozpoczął kursowanie na trasie Lublin – Kraśnik, był to pierwszy autobus szynowy będący własnością województwa, kursujące wówczas dwa SN81 w województwie należały do Przewozów Regionalnych. 17 marca 2004 dostarczony został drugi szynobus.
12 września 2011 SA107-002 na przejeździe kolejowo-drogowym w Rudniku Szlacheckim na odcinku Wilkołaz – Pułankowice został uderzony przez TIRa. Ranne zostały 3 osoby, w tym kierowca TIR-a. Ciężarówka uderzyła w część pojazdu, w której znajdowała się toaleta. Dwie pasażerki doznały potłuczeń, a kierowca tira został przetransportowany śmigłowcem do szpitala. Doznał on złamania kręgosłupa i zmarł. 23 listopada pojazd został przetransportowany do Mavex-Rekord Kft. (następcy Kolzamu) na naprawę. 18 stycznia 2015 roku SA107-001 podczas wykonywania manewrów na stacji Lublin zderzył się z pociągiem PKP Intercity i został poważnie uszkodzony. Na początku 2020 obie jednostki były wyłączone z eksploatacji ze względu na brak naprawy okresowej.

### Zachodniopomorskie

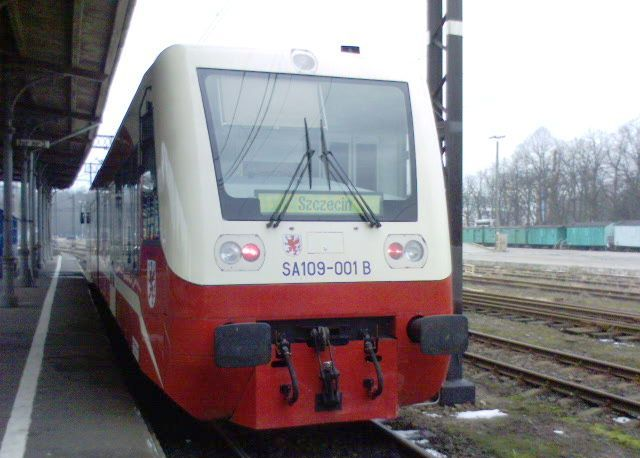
SA109-001 (2007)

13 stycznia 2004 rozpoczęło się szkolenie maszynistów do obsługi SA109-001 należącego do województwa zachodniopomorskiego, który został przeznaczony do obsługi trasy Goleniów – Kołobrzeg, gdzie obsługiwał połączenia o mniejszym natężeniu ruchu. Był to pierwszy autobus szynowy, który pojawił się w województwie, ale już w grudniu 2004 samorząd województwa kupił 7 używanych składów serii 624 od Deutsche Bahn.
Pojazd w marcu 2005 uległ wypadkowi, po którym został skierowany do naprawy w Zakładach Samochodowych Jelcz w Jelczu-Laskowicach. 18 czerwca 2004 pojazd został skierowany do obsługi reaktywowanego połączenia Sławna z Darłowem, jednakże już 24 czerwca został zastąpiony przez jeden ze składów serii SA110 świeżo sprowadzonych z Niemiec.

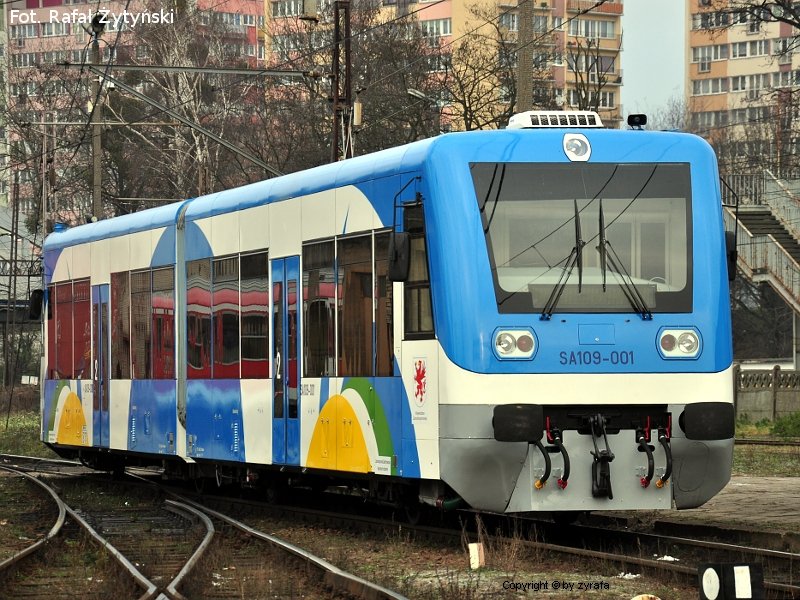
SA109-001 (2010)

Pod koniec 2010 podczas naprawy rewizyjnej w Fabloku pojazd otrzymał nowe barwy, znane z zachodniopomorskich Pes 219M Atribo.
Na początku 2020 roku zachodniopomorski SA109 był jednym z 4 czynnych wówczas SA109.
12 sierpnia 2021 roku urząd marszałkowski województwa zachodniopomorskiego ogłosił przetarg na sprzedaż jednostki SA109-001 razem z dwoma SA139, w wyniku czego pojazdy zostały nabyte przez Polregio.

### Małopolskie

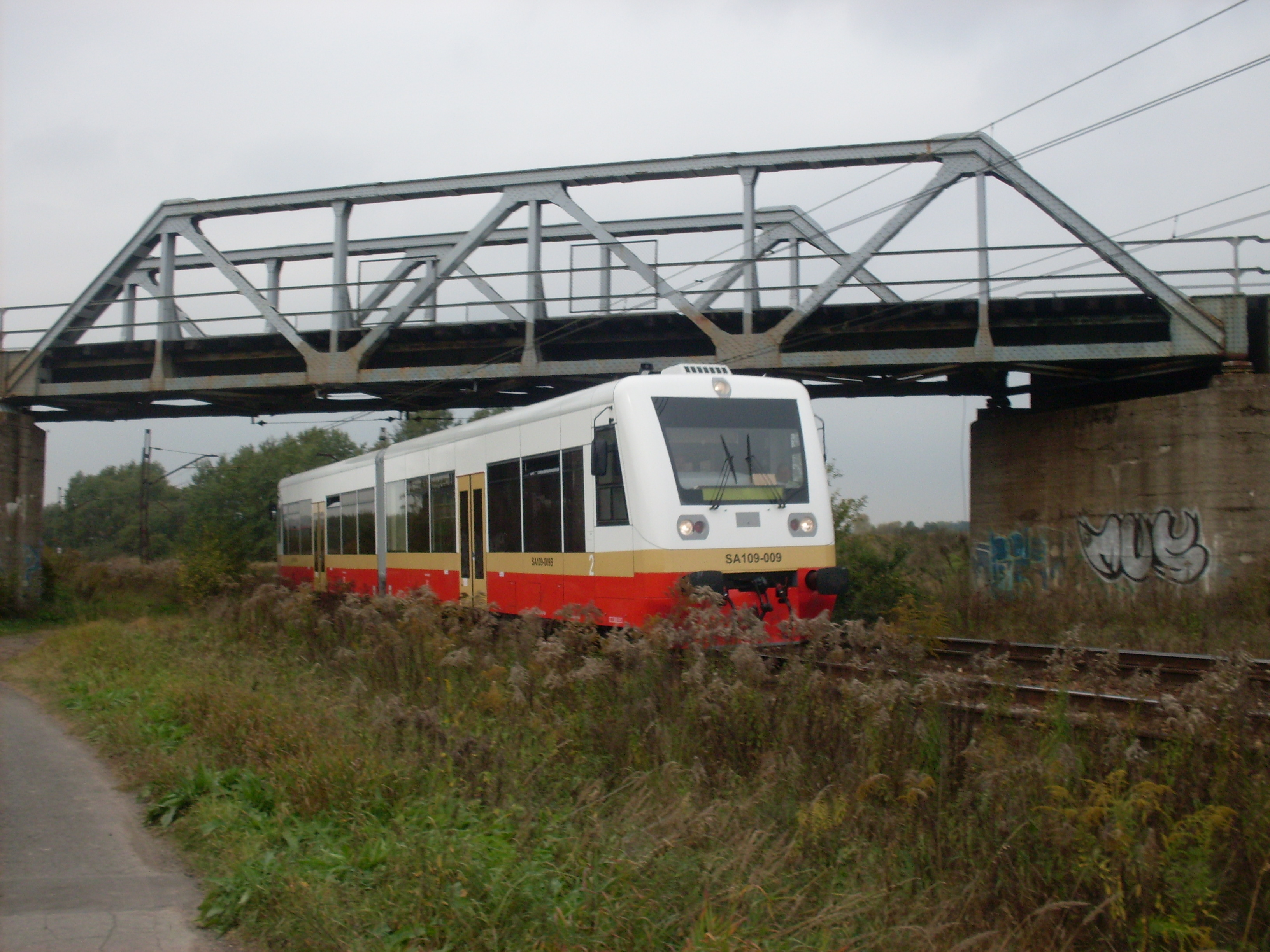
SA109-009

28 stycznia 2003 województwo małopolskie wraz podkarpackim i śląskim podpisały umowę na zakup po dwóch dwuczłonowych regiovanów na województwo. W węźle krakowskim już wcześniej jeździł jedyny SA104, będący własnością PKP Przewozów Regionalnych, wyprodukowany również przez Kolzam.
1 kwietnia 2004 SA109-002 dla województwa małopolskiego rozpoczął kursowanie na trasie Sucha Beskidzka – Żywiec. 1 lutego 2005 dostarczono SA109-009, był to ostatni pojazd wyprodukowany przez Kolzam.
26 maja 2006 zespół SA109-002 został przydzielony do nowo otwartego połączenia Balice Ekspres. Na początku 2007 do obsługi węzła krakowskiego dostarczono wagony elektryczne Pesa 308B i spalinowe zespoły trakcyjne Pesa 218Mc, a oba regiovany przesunięto z powrotem na linię Sucha Beskidzka – Żywiec. 12 grudnia 2010 całkowicie zawieszono przejazdy na tej linii, a małopolskie kolzamy stały się pojazdami rezerwowymi w węźle krakowskim.
Wypożyczenie Pomorskiemu oddziałowi PR
W 2014 roku ze względu na elektryfikację linii do lotniska wszystkie małopolskie SA109 oraz SA133 zostały wypożyczone Pomorskiemu oddziałowi PR. 11 listopada 2015 jeden z nich (SA109-002) zderzył się z samochodem na przejeździe kolejowo-drogowym w Łubianie, w wyniku czego przez 3 lata był wyłączony z ruchu. Kolejny poważny wypadek miał miejsce 23 października 2017, kiedy to drugi szynobus SA109-009 uległ zderzeniu ze śmieciarką na przejeździe w Nowym Gronowie niedaleko Człuchowa co spowodowało, że kilkanaście osób zostało rannych. W 2019 roku województwo podejmowało kilka prób sprzedaży rozbitej jednostki, w wyniku których została ona odkupiona przez Przewozy Regionalne.

### Śląskie
28 stycznia 2003 województwo śląskie wraz z małopolskim i podkarpackim podpisały umowę na zakup po dwóch dwuczłonowych regiovanów na województwo.
23 kwietnia 2004 SA109-005 dla województwa śląskiego został dostarczony do Częstochowy (pojazd miał zostać dostarczony w grudniu 2003). Skład został przeznaczony do obsługi zelektryfikowanej linii Częstochowa – Lubliniec, obsługiwanej przez Przewozy Regionalne.
SA109-011 miał zostać dostarczony w lipcu 2004 roku, jednak jego budowa, podobnie jak pozostałych egzemplarzy, opóźniała się, aż ostatecznie została przerwana w sierpniu przez upadłość Kolzamu. 30 czerwca 2011 podpisano umowę z Fablokiem na dokończenie, po której we wrześniu 2012 pojazd został skierowany na testy.
W 2011 roku ogłoszono dwa przetargi na naprawę wraz z modernizacją SA109-005, jednakże oba zostały unieważnione ze względu na przekroczenie budżetu. W trzecim przetargu, już w 2012 roku, budżet również został przekroczony, jednakże 20 czerwca zdecydowano się udzielić zamówienia spółce Tabor Szynowy Opole.
W grudniu 2012 eksploatację SA109 rozpoczęły Koleje Śląskie.
Do grudnia 2012 SA109 były jedynymi spalinowymi pojazdami będącymi własnością województwa śląskiego: województwo nie inwestuje w tego typu tabor, gdyż wszystkie obsługiwane linie pasażerskie są zelektryfikowane. Wówczas województwu dostarczony został przez Newag jeden spalinowy zespół trakcyjny SA138, natomiast Koleje Śląskie, będące własnością samorządu, rozpoczęły eksploatację spalinowych wadloperów wynajętych od Sigmy.
W grudniu 2018 oba pojazdy zostały wystawione na sprzedaż. Pojazd o numerze 005 miał wówczas przebieg 211 tys. km, a 011 miał 181 tys. km. Oferty zakupu złożyły Przewozy Regionalne oraz czeski przewoźnik GW Train Regio i ta druga oferta została wybrana jako korzystniejsza. Na początku stycznia oba składy trafiły do Volar w Czechach.

### Podkarpackie

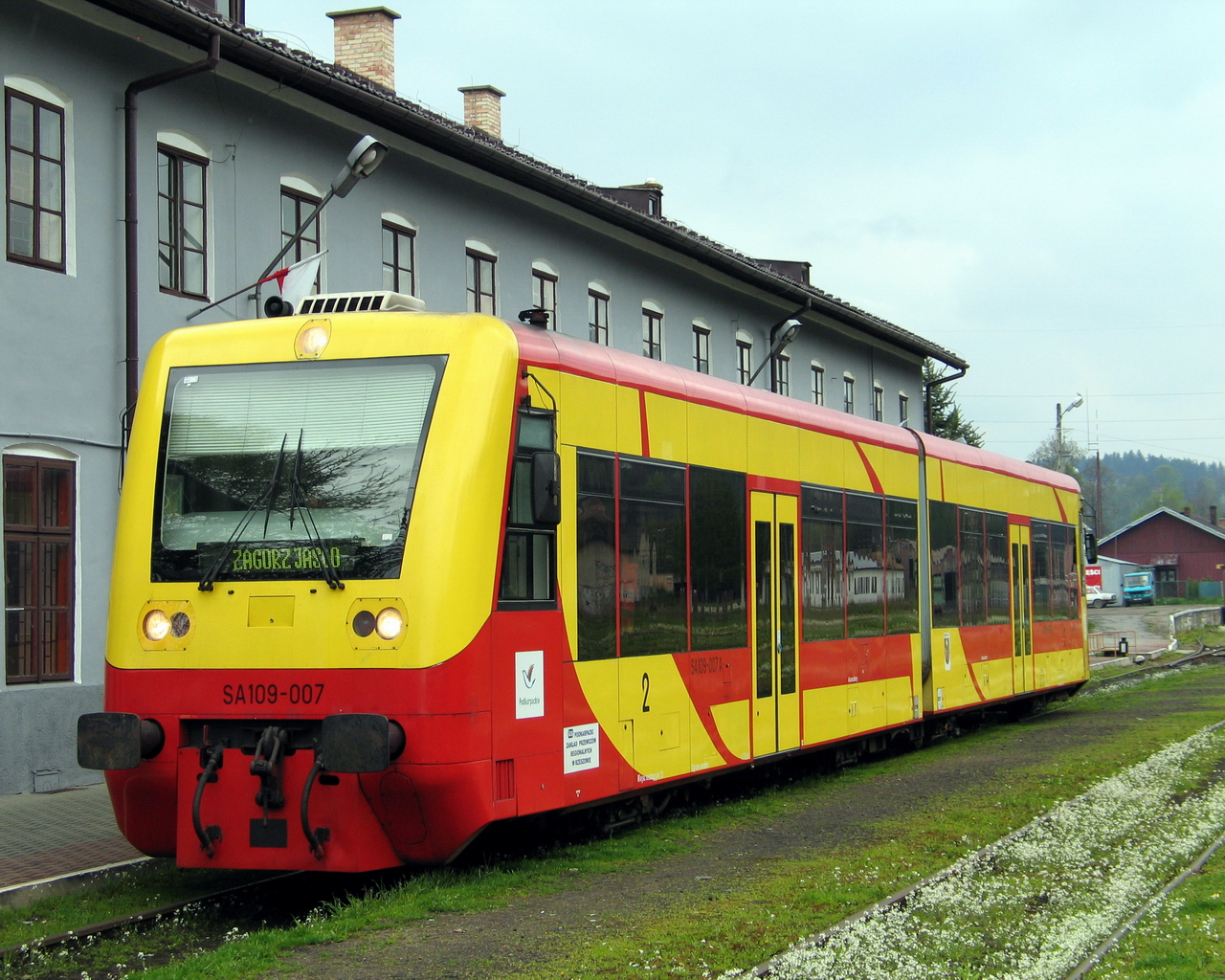
SA109-007

28 stycznia 2003 województwo podkarpackie wraz małopolskim i śląskim podpisały umowę na zakup po dwóch dwuczłonowych regiovanów na województwo.
28 maja 2004 na dworcu w Rzeszowie uroczyście zaprezentowano SA109-007 dla województwa podkarpackiego, pojazd został dostarczony z półrocznym opóźnieniem. 1 czerwca rozpoczęto eksploatacje tego zespołu na trasie Dębica – Stalowa Wola. 30 listopada 2004 po półrocznym opóźnieniu dostarczono SA109-010 dla województwa podkarpackiego. Były to pierwsze autobusy szynowe, które pojawiły się w województwie, ale już w połowie 2005 rozpoczęły kursowanie kolejne pojazdy zakupione przez samorząd – Pesa 214Ma. W 2005 regiovany naprzemiennie obsługiwały trasy: Dębica – Tarnobrzeg i Horyniec Zdrój – Jarosław.
W połowie października 2005 SA109-007 uległ zderzeniu z ciągnikiem rolniczym prowadzonym przez nietrzeźwego traktorzystę na przejeździe kolejowo-drogowym koło Bobrówki. Regiovan został skierowany na naprawę do Pesy Bydgoszcz, a na czas jego naprawy, w jego zastępstwie, wprowadzono zastępczą komunikację autobusową. Od grudnia 2007 do grudnia 2008 jeden pojazd obsługiwał relację Rzeszów – Tarnobrzeg, a drugi Rzeszów – Horyniec Zdrój.
W marcu 2010 Newag wykonał naprawy rewizyjne obu pojazdów. Pod koniec 2019 roku Urząd Marszałkowski Województwa Podkarpackiego ogłosił przetarg na wykonanie naprawy P5 połączonej z modernizacją obu jednostek serii SA109, jednakże przetarg został unieważniony z uwagi na brak ofert. W lutym 2020 przetarg na modernizację składów został ponowiony, złożona została w nim jedna oferta przez konsorcjum Serwis Pojazdów Szynowych Lisi Ogon oraz ASO Mieczkowski i to właśnie jemu powierzono naprawę jednostek. Na przełomie sierpnia i września 2021 na Podkarpacie wrócił pierwszy zmodernizowany pojazd.

### Pomorskie

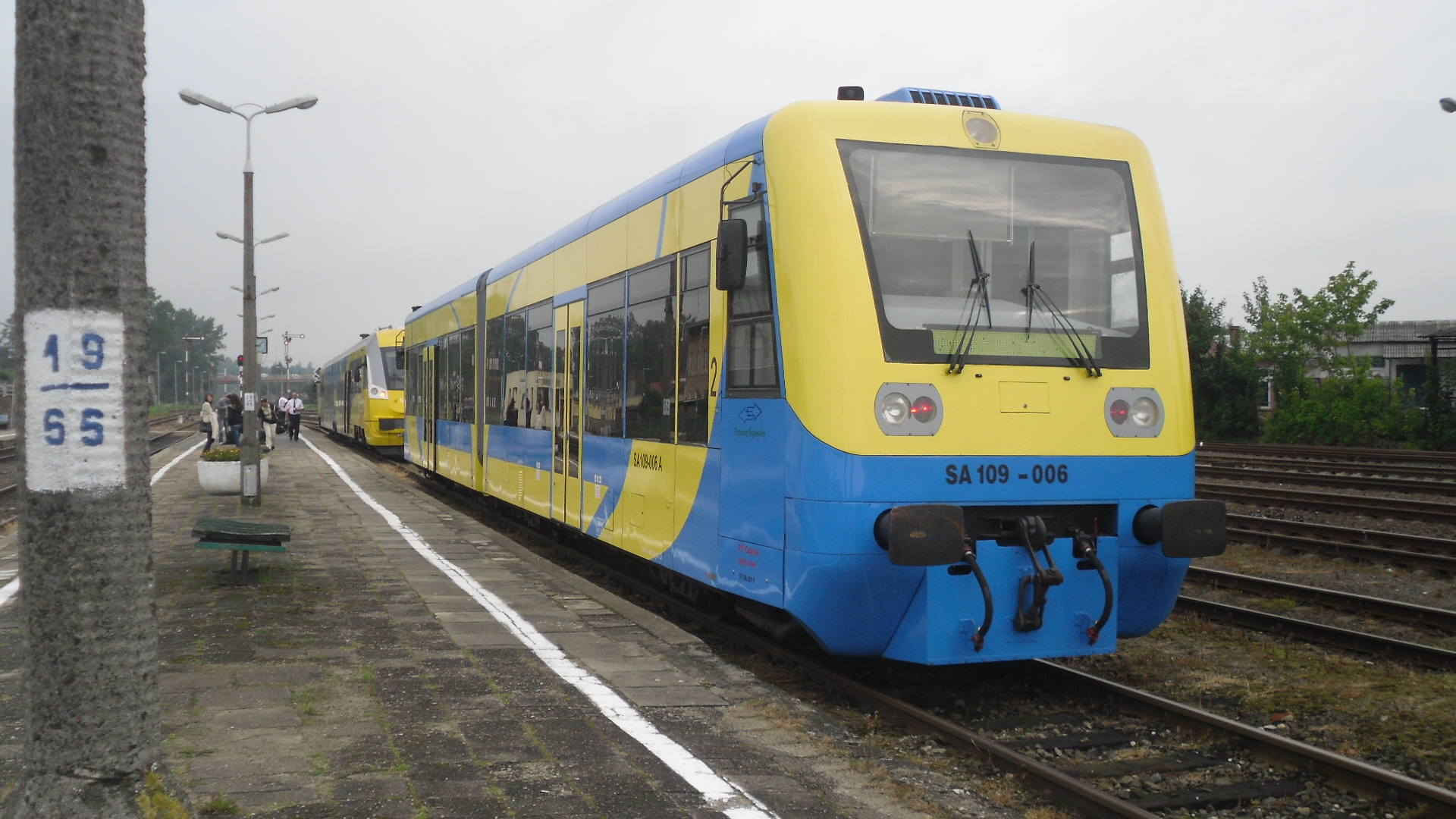
SA109-006

Województwo pomorskie posiada duży odsetek linii lokalnych niezelektryfikowanych. Już w 1992 na trasie Gdynia – Kościerzyna były wykorzystywane szynobusy serii SA101, a w 1996 w województwie pojawiły się również SA102. Wprawdzie likwidacje linii kolejowych na przełomie wieku XX i XXI dotknęły głównie linie lokalne, to jednak pozostały wciąż tego typu linie na których dominowały ciężkie paliwożerne lokomotywy z jednym wagonem. W 2003 samorząd województwa pomorskiego zdecydował o zaprzestaniu likwidacji linii i zastępowaniu klasycznych składów wagonowych składami lekkimi, czego efektem była podpisana w styczniu umowa na zakup jednego SA109.
4 czerwca 2004 SA109-006 należący do województwa pomorskiego rozpoczął regularne kursowanie na trasie Lębork – Łeba, a 1 lipca na Kościerzyna – Wierzchucin. Pojazd później powrócił na pierwotną trasę Lębork – Łeba, z której, ze względu na zawieszenie ruchu na linii Lębork – Łeba przez Przewozy Regionalne, 1 marca 2006 został przeniesiony na Gdynia – Kościerzyna i Gdynia – Hel. Od grudnia 2007 do grudnia 2008 pojazd obsługiwał relację Chojnice – Gdynia. Rola tego pojazdu znacznie zmniejszyła się po zakupie 220M i 221M z Newagu, które w całości przejęły połączenia pomiędzy Gdynią i Kościerzyną. 22 czerwca 2014 pomorski SA109 w Nieżychowicach koło Chojnic brał udział w wypadku na przejeździe kolejowo-drogowym.

### Dolnośląskie

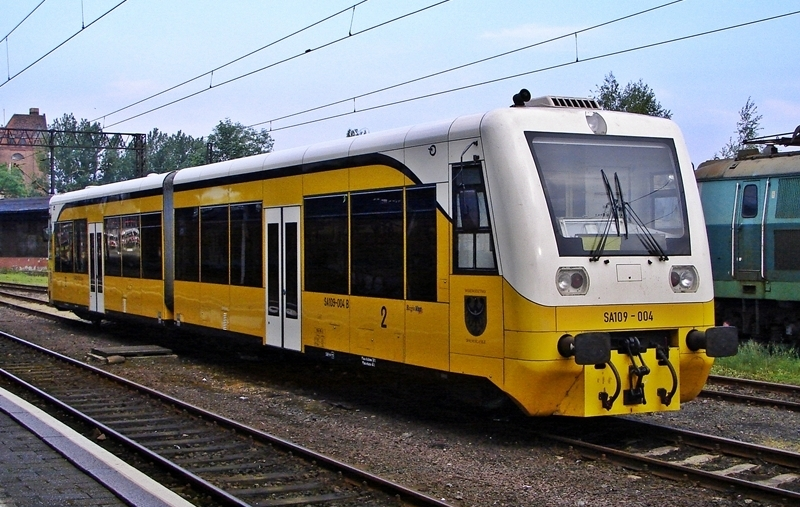
SA109-004

13 czerwca 2004 SA109-003 i SA109-004 należące do województwa dolnośląskiego zostały przekazane w użytkowanie Przewozom Regionalnym i rozpoczęły kursowanie w dni robocze na trasach: Kamieniec Ząbkowicki – Jaworzyna Śląska, Jaworzyna Śląska – Legnica, Jaworzyna Śląska – Wałbrzych, a w weekendy na: Wrocław – Międzylesie, Kłodzko – Wałbrzych oraz Kłodzko – Kudowa-Zdrój. Jednakże, ze względu na ciągłe usterki, SA109 były zastępowane składami zestawionymi z SM42 lub SU42 i dwóch wagonów osobowych lub autobusową komunikacją zastępczą, a na trasach zelektryfikowanych przez EN57. Od grudnia 2007 do grudnia 2008 pojazdy obsługiwały jedynie relację Kamieniec Ząbkowicki – Jelenia Góra.
14 grudnia 2008 wraz z rozpoczęciem przewozów przez Koleje Dolnośląskie przekazano im oba dolnośląskie SA109, które były w tym czasie zepsute. 15 kwietnia 2009 podpisano umowę z Mavex-Rekord (następcą Kolzamu) na naprawę obu pojazdów. W grudniu 2009 oba pojazdy skierowano do obsługi trasy Legnica – Bolesławiec – Zebrzydowa – Lwówek Śląski – Jelenia Góra, na której kursowały do 2012 roku, w którym oba pojazdy zostały odstawione ze względu na usterki.
W lipcu 2017 Koleje Dolnośląskie ogłosiły przetarg na wykonanie przeglądu P5 obu jednostek SA109, który dodatkowo ma wyeliminować możliwość wystąpienia najczęstszych usterek: uszkodzenia silników spalinowych, rozszczelnienie połączeń blok silnika-głowica, pękanie/rozrywanie węży układu chłodzenia, przegrzewanie silników spalinowych, uszkadzanie przekładni nawrotnych, zakleszczanie nawrotników jazdy oraz zawieszanie systemu sterującego pojazdem – Lokel. Zakres zamówienia objął również m.in. instalacją nowego systemu informacji pasażerskie, monitoringu, wymianą szyb i foteli pasażerskich oraz montaż ładowarek USB i pomostów dla niepełnosprawnych. W przetargu wpłynęła tylko jedna oferta, jednakże została odrzucona ze względu na przekroczenie budżetu. W połowie marca przewoźnik wystawił obie jednostki na sprzedaż, nie było jednak chętnych. Pod koniec kwietnia przewoźnik podjął kolejną próbę sprzedaży jednostek, która również zakończyła się niepowodzeniem. W związku z powyższym we wrześniu 2020 zdecydowano się na kolejny przetarg na modernizację. Obie złożone w przetargu oferty przekroczyły budżet i przetarg został unieważniony. W marcu 2021 ogłoszono kolejny przetarg o dodatkowo zwiększonym zakresie. W przetargu nie złożona została żadna oferta. W kolejnym przetargu zwyciężyła firma SPS Mieczkowski i w sierpniu 2022 podpisano z nią umowę na modernizację obu pojazdów.Pod koniec sierpnia 2024 zaprezentowano pierwszą ze zmodernizowanych jednostek i poinformowano, że planuje się aby obsługiwała trasę z Legnicy do Chocianowa. W maju 2025 Urząd Transportu Kolejowego wydał pozytywną decyzję o zezwoleniu na dopuszczenie do ruchu obu jednostek.

### Opolskie

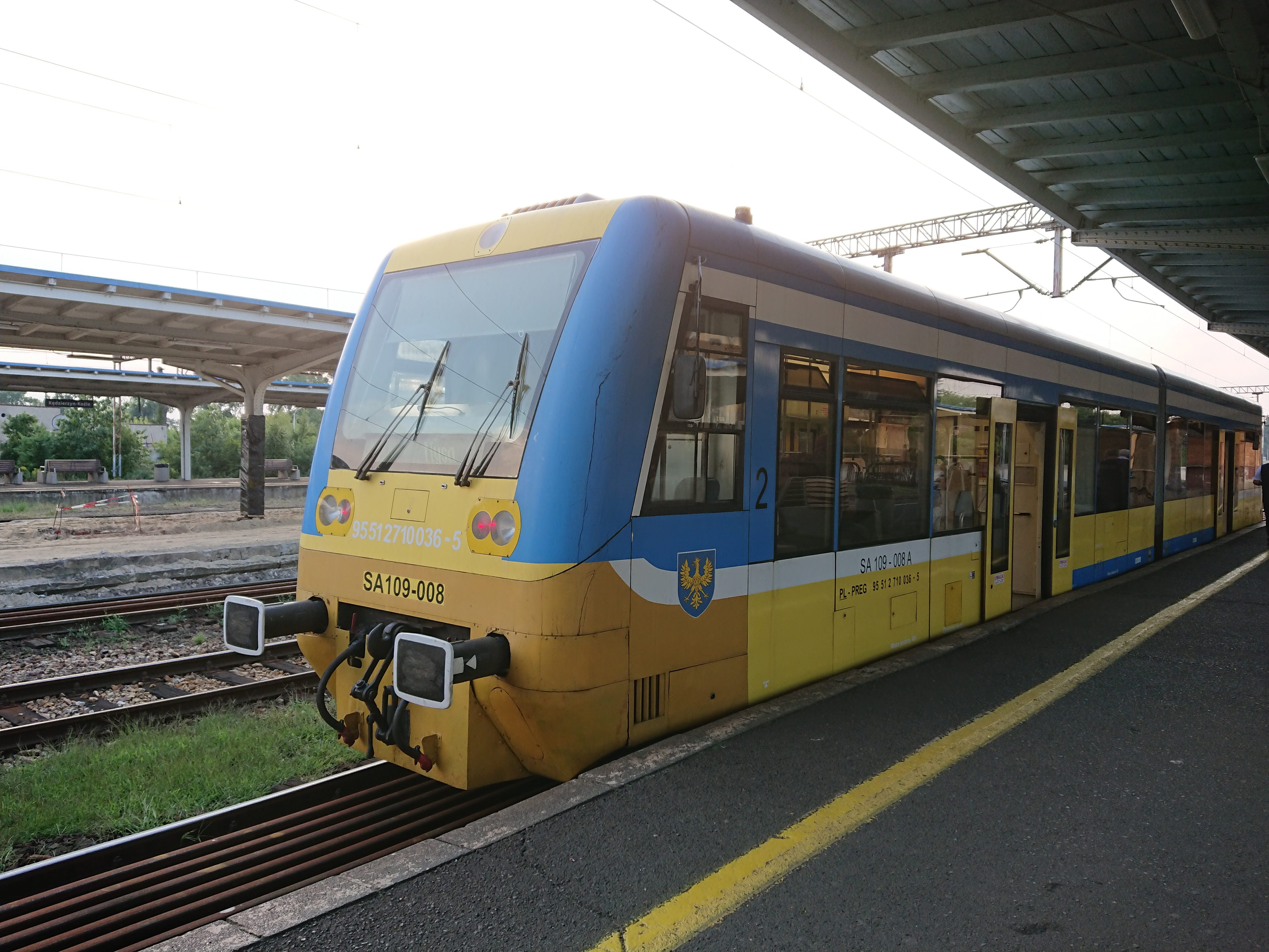
SA109-008

10 grudnia 2004 na dworcu w Opolu uroczyście zaprezentowano SA109-008 dla województwa opolskiego, który 27 grudnia rozpoczął obsługę trasy Kędzierzyn-Koźle – Kamieniec Ząbkowicki. Był to pierwszy autobus szynowy, który pojawił się w województwie, ale już 2005 pojawiły się dwa kolejne – Pesa 214Ma.
W 2007 opolski regiovan uległ wypadkowi, po którym został skierowany do naprawy w Pesie Bydgoszcz.
Na początku 2020 roku opolski SA109 był jednym z 4 czynnych wówczas SA109.

### Przewozy Regionalne/Polregio

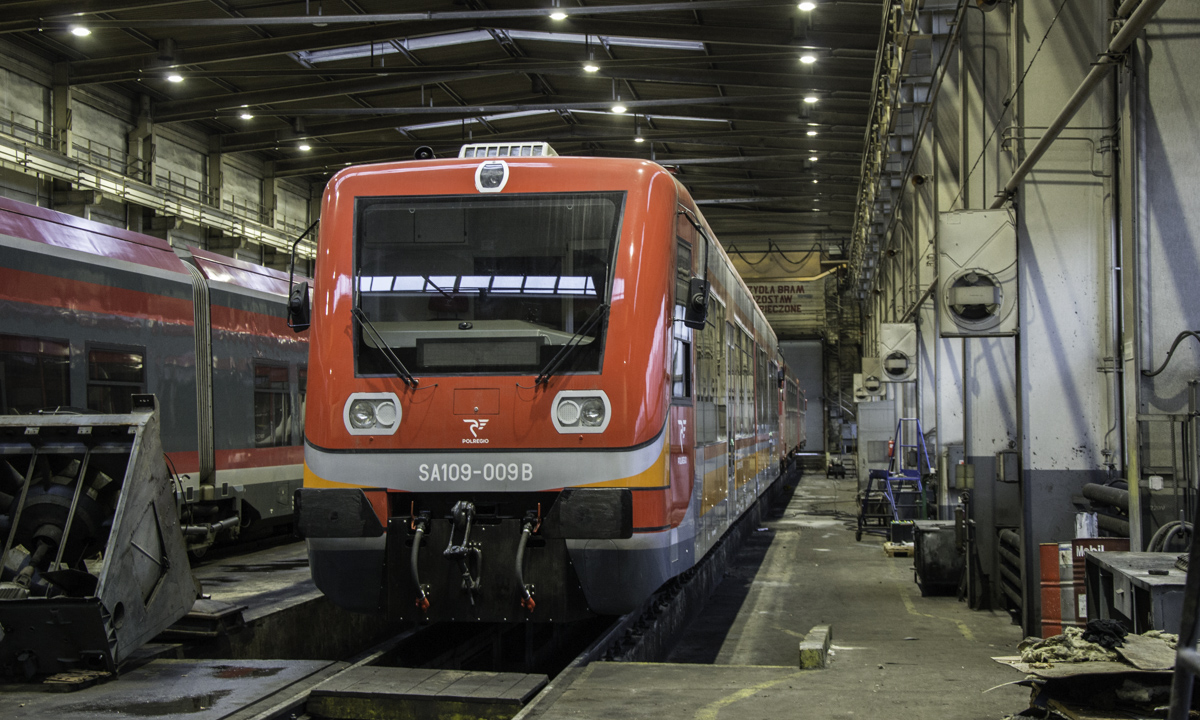
SA109-009 w barwach Polregio

Pod koniec 2019 roku Przewozy Regionalne wykupiły od Urzędu Marszałkowskiego Województwa Małopolskiego powypadkowy SA109-009, który uległ wypadkowi ze śmieciarką w Nowym Gronowie. Na przełomie 2019 i 2020 roku ogłoszony został przetarg na naprawę P5 połączony z naprawą awaryjną jednostki, w którym nie zgłosił się żaden chętny. Kolejny przetarg został ogłoszony przez przewoźnika w lutym 2020 w wyniku którego zgłosiło się konsorcjum Serwis Pojazdów Szynowych Lisi Ogon i ASO Mieczkowski, któremu ostatecznie powierzono naprawę jednostki i w drugiej połowie maja przetransportowano do niego uszkodzoną jednostkę. W styczniu 2021 ukończono naprawę SA109-009, który po niej trafił do pomorskiego oddziału Polregio.
W listopadzie 2021 roku flota przewoźnika została wzmocniona o kolejny egzemplarz SA109, tym razem nr 001, który został nabyty w wyniku sprzedaży go przez województwo zachodniopomorskie.

### GW Train Regio

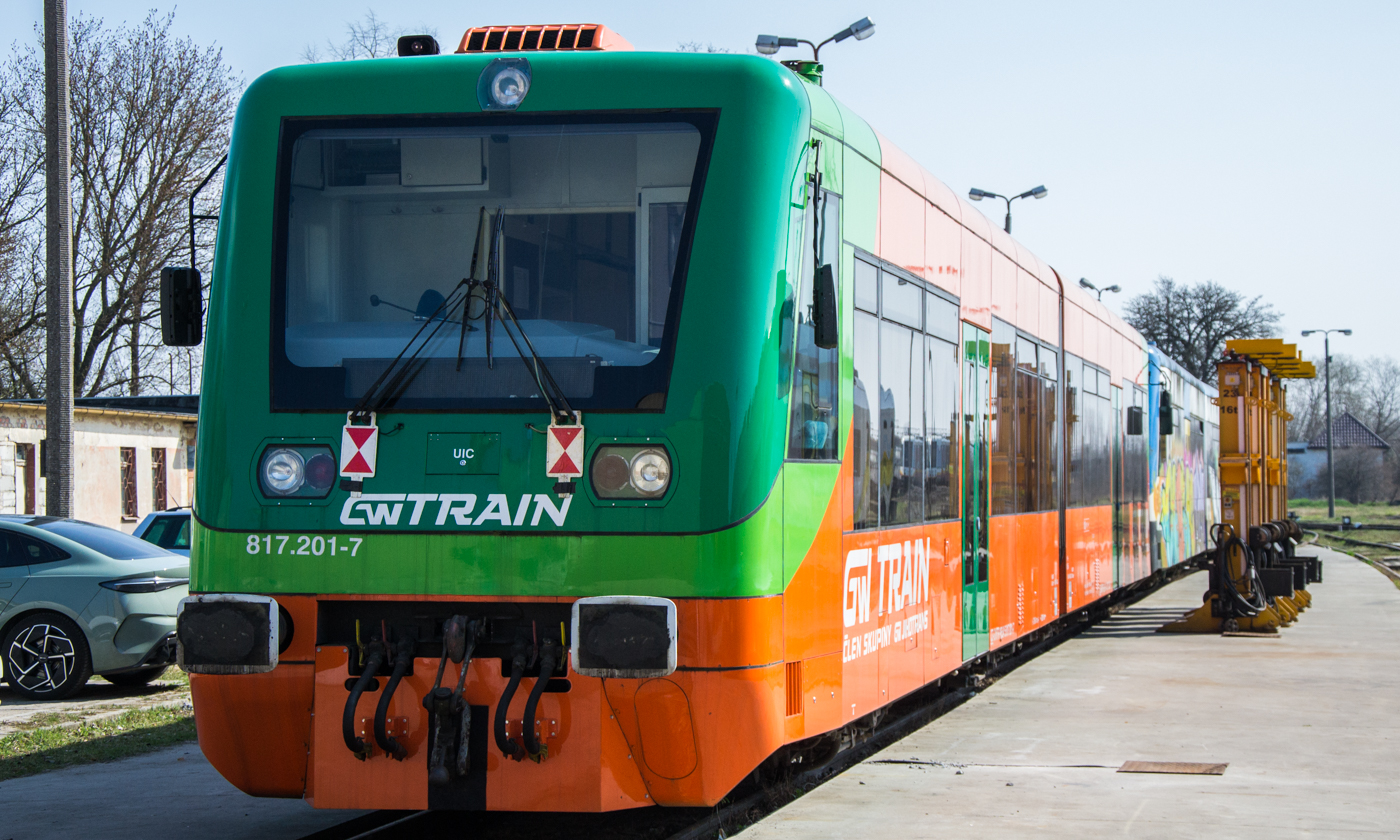
SA109-005 (w Czechach oznaczony jako 817 001 / 817 201) w barwach GWTrain na terenie Serwisu Pojazdów Szynowych w Inowrocławiu

W grudniu 2018 roku przewoźnik GW Train Regio kupił dwa spalinowe zespoły trakcyjne Regiovan od Kolei Śląskich. W styczniu 2019 roku zostały przetransportowane do Volar. Przewoźnik zaplanował, że seria będzie nosić oznaczenie 817.
W 2025 roku obie jednostki zakupiła spółka SPS Mieczkowski, celem wykonania ich remontu i modernizacji, a następnie sprzedaży pojazdów na rynku wtórnym. 

## Problem nazewnictwa
SA107 i SA109 to według oznaczeń PKP autobusy szynowe, jednakże równie dobrze można by zakwalifikować SA107 jak wagon spalinowy, a SA109 jako spalinowy zespół trakcyjny. Kryterium uznania pojazdu za autobus szynowy jest nieprecyzyjnie zdefiniowana lekkość taboru. Ostatecznie na decyzję zakwalifikowania regiovanów za autobusy szynowe wpłynęły preferencyjne stawki dostępu do infrastruktury dla tego rodzaju pojazdów. Dodatkowe zamieszanie wprowadza krajowy zarządca infrastruktury – PKP Polskie Linie Kolejowe, stosując w regulaminie przydzielania tras pociągów żargonowy termin szynobus.